# Helmut von Zech

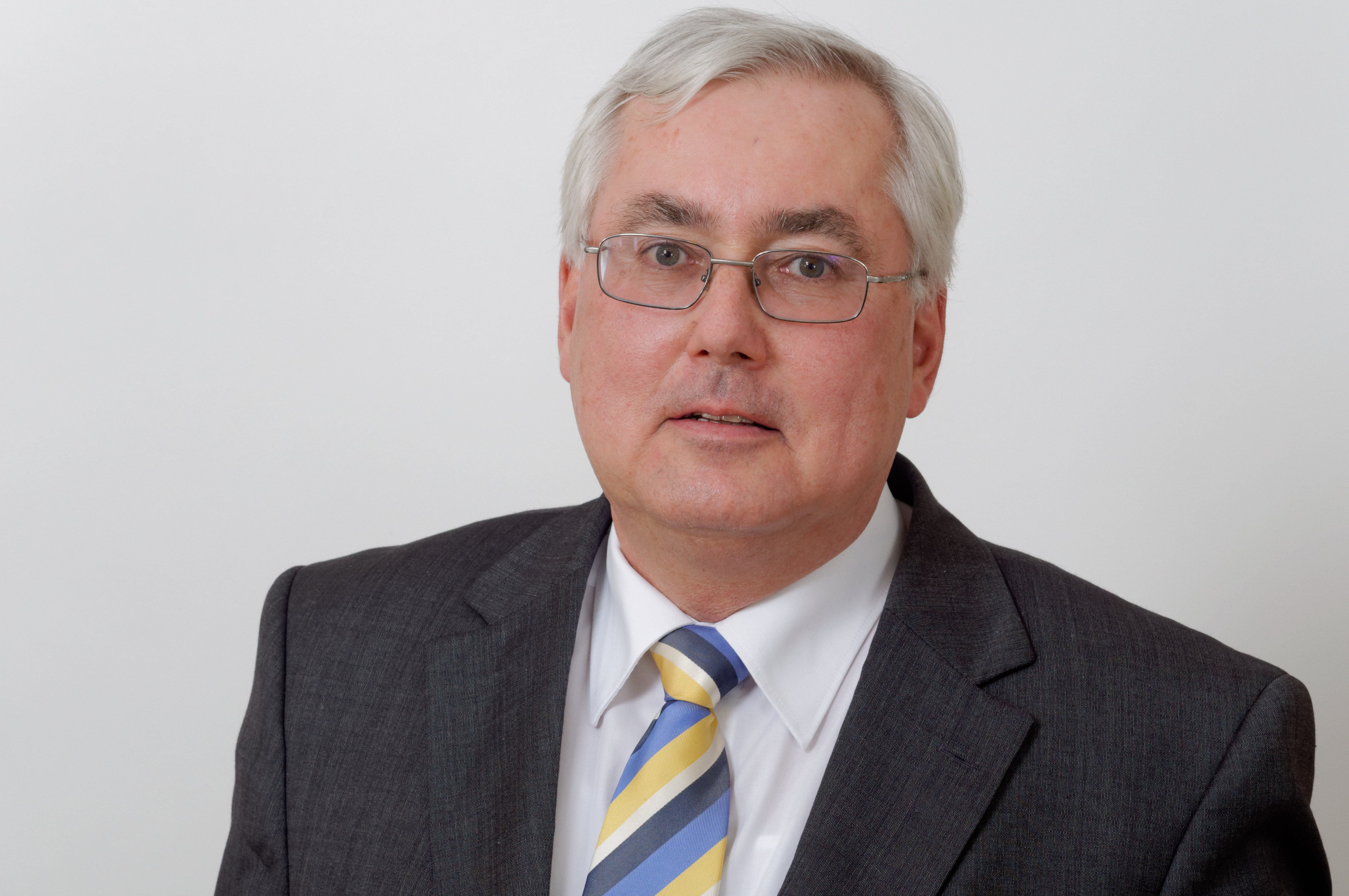
Helmut von Zech (2013)

Helmut von Zech (* 1955) ist ein deutscher Kommunal- und Landespolitiker (FDP) und ehemaliger Abgeordneter des Hessischen Landtags.

## Leben
Von Zech durchlief ab 1972 bei der Commerzbank in Hamburg eine Ausbildung zum Bankkaufmann. Nach seinem Wehrdienst bei der Bundesmarine trat er 1977 erneut in den Dienst der Commerzbank, für die er bis 2014 angestellt war. Seit 1987 war er Prokurist und von 2001 bis 2009 Leiter der Filiale Warburg (Ostwestfalen).
Seine politische Laufbahn begann 1971 mit dem Eintritt in die FDP in Wedel/Holst. Von 1991 bis 2017 war er Ortsvorsitzender des FDP-Ortsverbandes Zierenberg. Er war Stadtverordneter und Fraktionsvorsitzender der FDP in der Stadt Zierenberg sowie von März 2014 bis April 2018 Schatzmeister des FDP-Kreisverbandes Kassel Land.
Er war Mitglied des Hessischen Landtags in der 18. Wahlperiode von 2009 bis 2014 und Sprecher für Sportpolitik und Verbraucherschutz der FDP-Fraktion.
In der Wahlperiode 2016–2021 war er Erster Stadtrat der Stadt Zierenberg.
In der Wahlperiode 2021–2026 ist er Kreisbeigeordneter des Landkreises Kassel.